# Nealcidion albolineatum
Nealcidion albolineatum es una especie de escarabajo longicornio del género Nealcidion, tribu Acanthocinini, subfamilia Lamiinae. Fue descrita científicamente por Monné M. A. y Monné M. L. en 2009.

## Descripción
Mide 11,5 milímetros de longitud.

## Distribución
Se distribuye por Venezuela.